# آلبیت
آلبیت (Albite)، با فرمول شیمیایی NaAlSi3O8 یک کانی پلاژیوکلاز فلدسپار است و یک تکتوسیلیکات، این کانی را معمولاً می‌توان با رنگ سفید پیدا کرد. برای تشخیص آلبیت از کانی‌های مشابه آن باید به تفاوت آن‌ها در سختی، چگالی، انحلال در اسیدها، اشعهٔ X، خواص نوری و واکنش‌های شیمیایی توجه کرد.

آلبیت رنگ شعله را سبز می‌کند و ترد است.